# Schokoladeneis

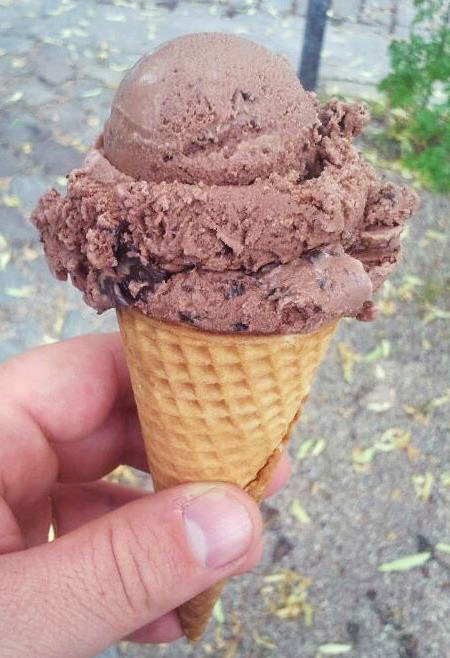
Schokoladeneis in einer Eiswaffel

Schokoladeneis ist eine Eissorte mit natürlichem oder künstlichem Schokoladenaroma. 

## Geschichte
Die ersten Rezepte für gefrorene Schokolade wurden 1693 in Neapel in Antonio Latinis „The Modern Steward“ veröffentlicht. Schokolade war eine der ersten Eissorten, die vor Vanille hergestellt wurde, da gewöhnliche Getränke wie heiße Schokolade, Kaffee und Tee die ersten Lebensmittel waren, die in gefrorene Desserts verarbeitet wurden. Heiße Schokolade war im Europa des 17. Jahrhunderts neben Kaffee und Tee zu einem beliebten Getränk geworden, und alle drei Getränke wurden zur Herstellung gefrorener und ungefrorener Desserts verwendet. Latini produzierte zwei Rezepte für Eis, die auf dem Getränk basierten und beide nur Schokolade und Zucker enthielten. Im Jahr 1775 schrieb der italienische Arzt Filippo Baldini eine Abhandlung mit dem Titel „De sorbetti“, in der er Schokoladeneis als Heilmittel gegen verschiedene Erkrankungen, darunter Gicht und Skorbut, empfahl.
Schokoladeneis wurde im späten 19. Jahrhundert in den Vereinigten Staaten beliebt. Die erste Anzeige für Speiseeis in Amerika begann am 12. Mai 1777 in New York, als Philip Lenzi ankündigte, dass Eis "fast jeden Tag" offiziell erhältlich sei. Bis 1800 war Eis ein seltenes und exotisches Dessert, das hauptsächlich von der Elite genossen wurde. Rund 1800 isolierte Eishäuser wurden erfunden und das Herstellung von Eis wurde bald zu einer Branche im Land.
Zur selben Zeit begannen auch deutsche Cafés, Schokoladeneis anzubieten. In den 1920ern machten erste Eisdielen auf.

## Produktion
Schokoladeneis wird im Allgemeinen durch Mischen von Kakaopulver, Eiern, Sahne, Vanille und Zucker hergestellt. Diese Komponenten werden auch zur Herstellung von Vanilleeis verwendet. Bei Schokoladeneis wird in der Regel zusätzliches Kakaopulver oder Kakaomasse hereingemischt, um für einen individuellen Geschmack zu sorgen. Das Kakaopulver gibt dem Schokoladeneis seine braune Farbe.
Der Codex Alimentarius, der eine Reihe internationaler Standards für Lebensmittel bereitstellt, besagt, dass der Geschmack von Schokoladeneis aus fettfreien Kakaofeststoffen stammen muss, die mindestens 2,0–2,5 % des Mischungsgewichts ausmachen müssen. Der US-amerikanische Code of Federal Regulations „erlaubt eine Reduzierung des Milchfettgehalts und der gesamten Milchtrockenmasse um den Faktor 2,5 des Gewichts der Kakaotrockenmasse“, um der Verwendung zusätzlicher Süßstoffe Rechnung zu tragen. Der Mindestfettgehalt von Schokoladeneis beträgt sowohl in Kanada als auch in den Vereinigten Staaten 8 %, unabhängig von der Menge an Schokoladensüßstoff im Rezept.

## Verkauf
Schokoladeneis wird in Restaurants, Cafés, Imbissen, Supermärkten und Convenience Shops verkauft. Eisdielen sind auf den Verkauf von Eis spezialisiert. Schokolade ist eine der fünf beliebtesten Eissorten in den Vereinigten Staaten und steht seit 2013 nach Vanille an zweiter Stelle. In Deutschland gilt Schokolade auch als zweitbeliebteste Sorte.